# Њу Касел Нортвест (Пенсилванија)
Њу Касел Нортвест (енгл. New Castle Northwest) насељено је место без административног статуса у америчкој савезној држави Пенсилванија.

## Демографија
По попису из 2010. године број становника је 1.413, што је 122 (-7,9%) становника мање него 2000. године.
| Група             | 2000.         | 2010.         |
| Белци             | 1.499 (97,7%) | 1.332 (94,3%) |
| Афроамериканци    | 5 (0,3%)      | 22 (1,6%)     |
| Азијати           | 18 (1,2%)     | 15 (1,1%)     |
| Хиспаноамериканци | 7 (0,5%)      | 34 (2,4%)     |
| Укупно            | 1.535         | 1.413         |